# فرق سعر البروتين
يشير فرق سعر بروتين القمح إلى فارق السعر (يعبر عنه بالسنت أو الدولار للبوشل الواحد) حيث أن القمح عالي البروتين يتفوق عادة على القمح الذي يتسم بنفس المواصفات ولكن مع محتوى بروتين أقل. وعادة يحتوي قمح الربيع الشمالي الداكن على نسبة أعلى من البروتين وبالتالي يحقق فرقًا في السعر مقارنة بقمح الشتاء الأحمر القاسي.